# Edelweißhaus (Lechtaler Alpen)
Das Edelweißhaus ist eine Alpenvereinshütte der Sektion Stuttgart des Deutschen Alpenvereins in den Lechtaler Alpen in Tirol, Österreich.

## Lage
Das Edelweißhaus ist ein alter Gasthof und wurde 1936 von der Sektion Stuttgart des Deutschen und Österreichischen Alpenvereins ersteigert. Es liegt auf 1530 m ü. A. im Ort Kaisers. Die Hütte ist mit Kfz und Linienbus erreichbar.
Das Haus wird ganzjährig vom Deutschen Alpenverein – Sektion Stuttgart – als Berggasthof betrieben.
Vom Haus aus können neben einfachen bis größeren Hüttentouren auch verschiedene Gipfelanstiege unternommen werden.

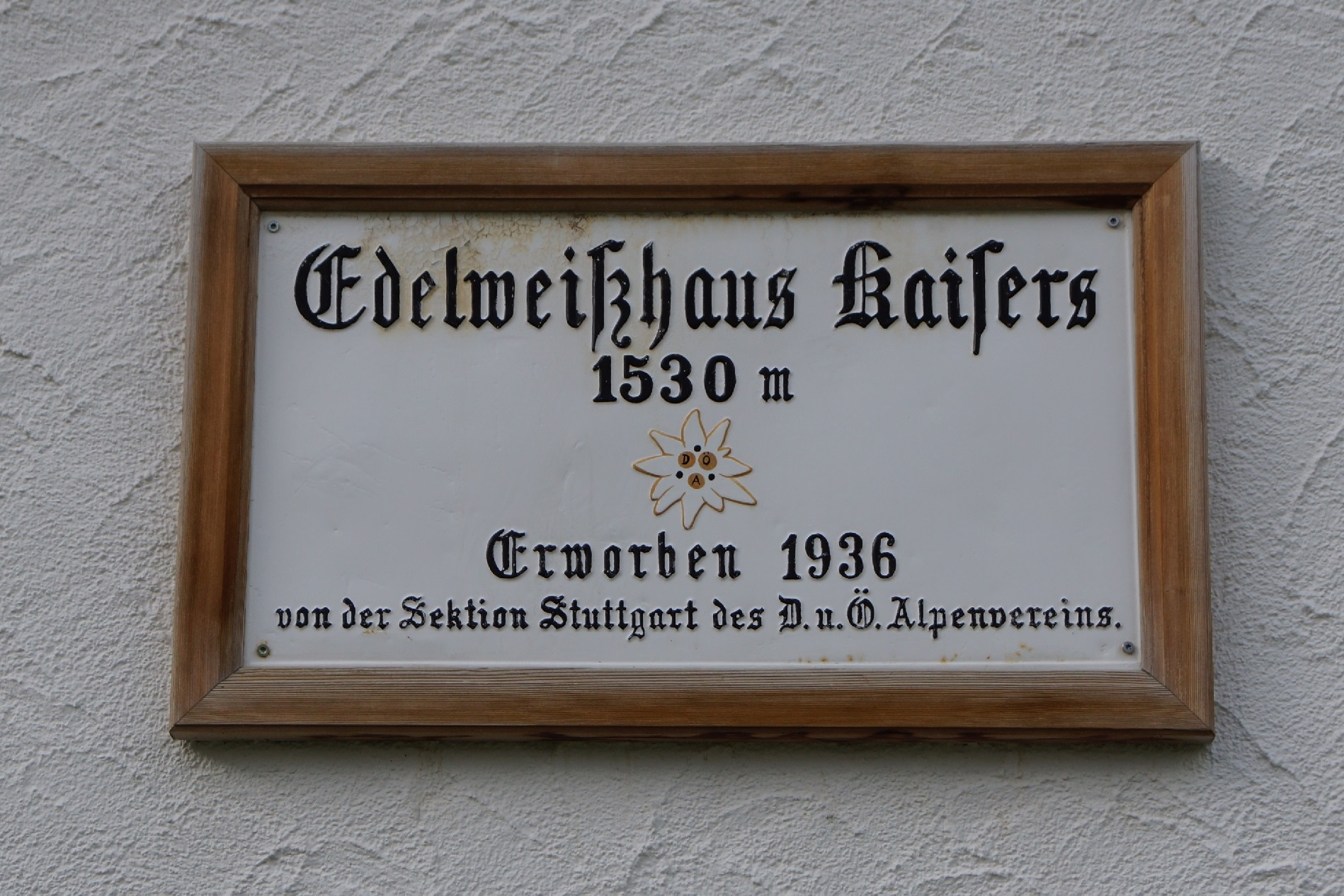
Schild mit Jahreszahl
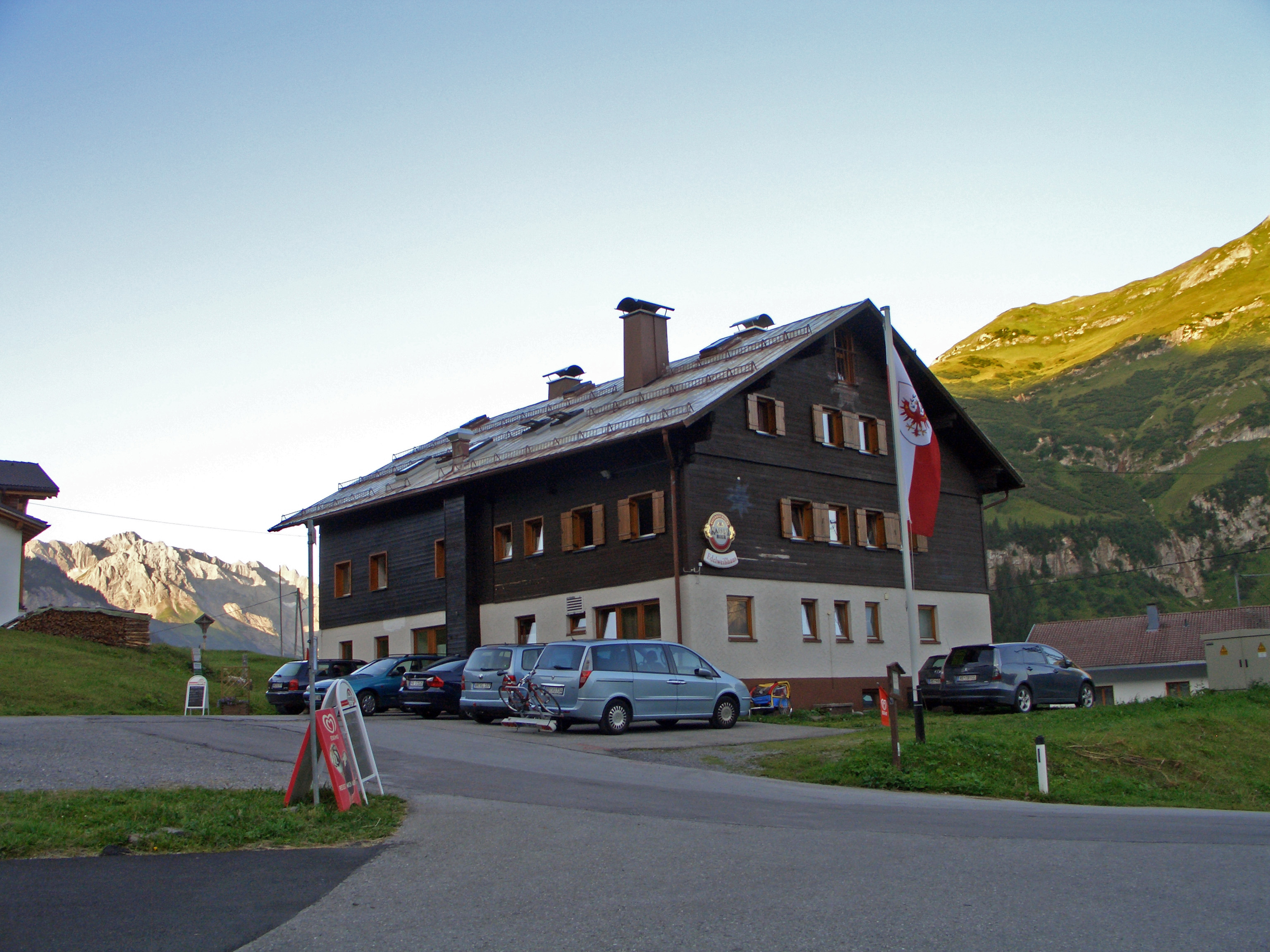
Gebäude von Nordosten
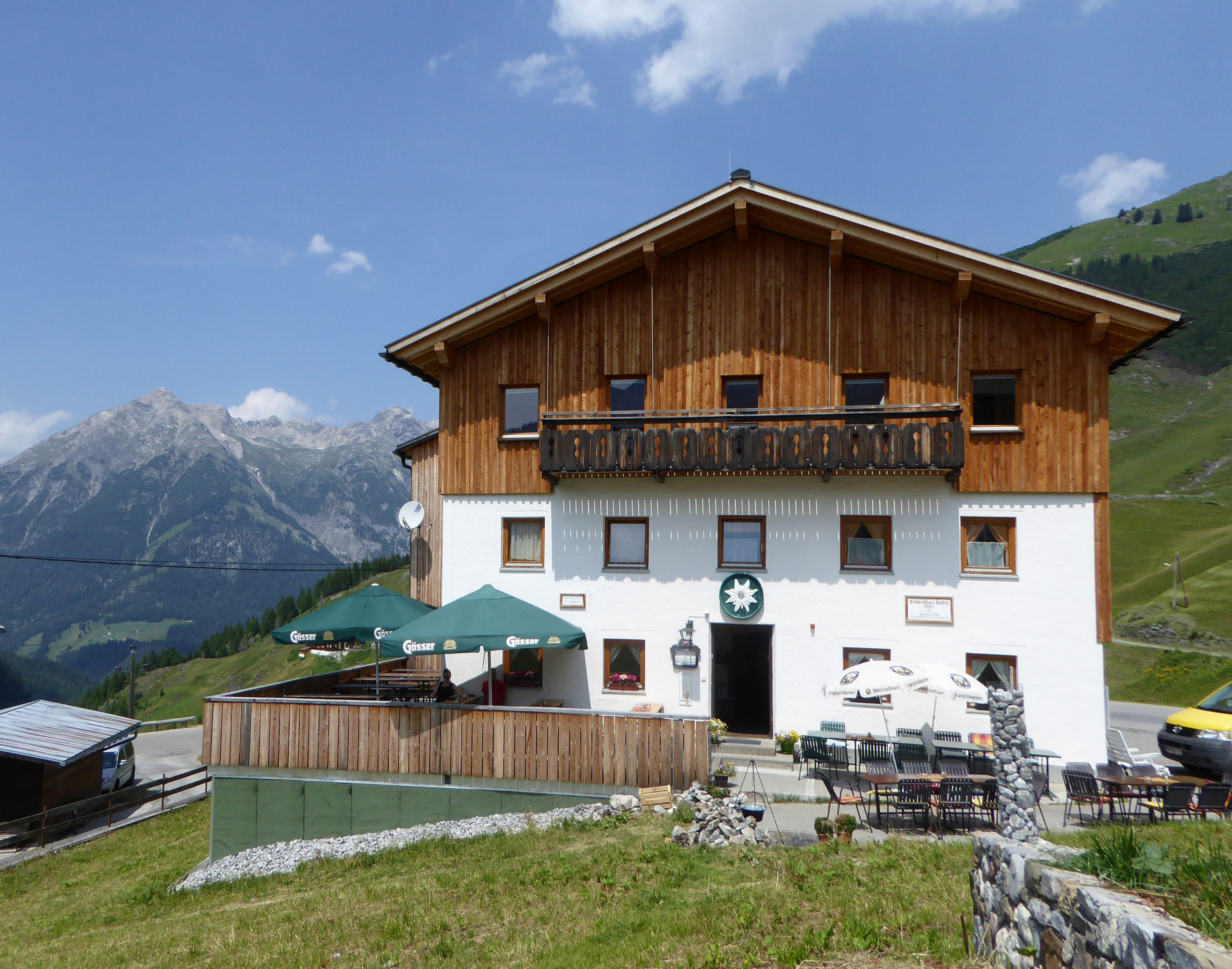
Südansicht

## Geschichte
Das Haus wurde 2011/12 umgebaut und wird nun als Alpengasthof mit Bewirtung betrieben. Neben Doppelzimmern stehen nach wie vor alpenvereinshüttenübliche Unterbringungsmöglichkeiten zur Verfügung. Das urige Gastzimmer aus dem Jahre 1840 – eine alte Lechtaler Bauernstube – blieb beim Umbau erhalten.

## Nachbarhütten und Übergänge
- zur Stuttgarter Hütte, 4 Stunden
- zur Leutkircher Hütte, 4 Stunden
- zur Simmshütte über das Falmedonjoch, 3 Stunden (Trittsicherheit nötig, bei Nässe, Neuschnee oder Vereisung problematisch). Der Weg über das Falmedonjoch wurde 2015 saniert und z. T. neu angelegt und an den steilsten Stellen mit Seilsicherung versehen.

## Gipfel
- Hahnleskopf, 2210 m, Gehzeit 2 Stunden
- Rotschrofenspitze, 2587 m, Gehzeit 3 Stunden
- Holzgauer Wetterspitze, 2895 m, Gehzeit 4 Stunden
- Stanskogel, 2757 m, Gehzeit 3½ Stunden
- Pimig, 2400 m, Gehzeit 3 Stunden

## Karten
- Alpenvereinskarte 3/2 Lechtaler Alpen – Arlberggebiet (1:25.000)
- Alpenvereinskarte 3/3 Lechtaler Alpen – Parseierspitze (1:25.000)